# La Roche-Posay
Pour les articles homonymes, voir La Roche.
Pour la marque de produits de soins et de beauté du même nom, voir La Roche-Posay (marque).
La Roche-Posay est une commune du Centre-Ouest de la France, située dans le département de la Vienne en région Nouvelle-Aquitaine et faisant partie de l'ancienne province de la Touraine.

## Géographie

### Localisation
La commune est située dans l'est du département, à la limite du département d'Indre-et-Loire.

### Communes limitrophes

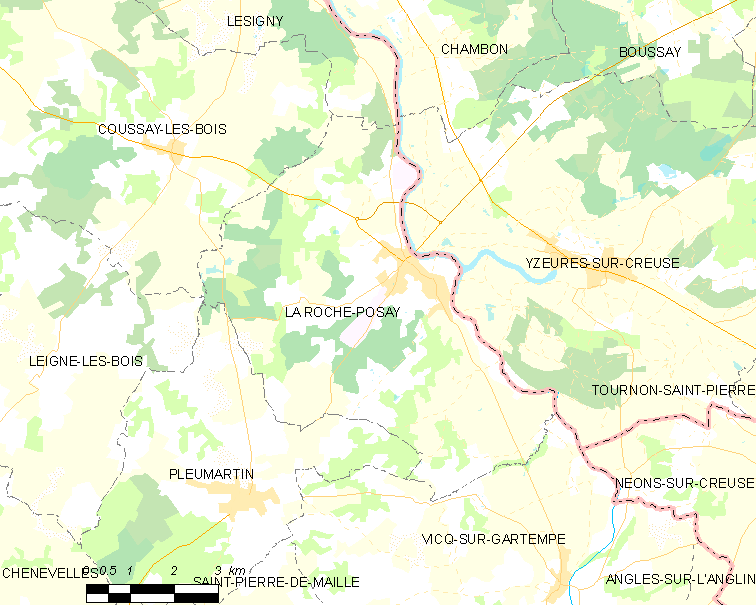
Carte de la commune de La Roche-Posay et de ses proches communes.

| Coussay-les-Bois | Lésigny           |                                     |
| Leigné-les-Bois  | La Roche-Posay    | Yzeures-sur-Creuse (Indre-et-Loire) |
| Pleumartin       | Vicq-sur-Gartempe |                                     |

### Hameaux et lieux-dits
Les hameaux et lieux-dits de la commune sont : la Bardonnière, la Bordé, les Bouchers, Bourdigal, la Colline Ensoleillée, le Coudret, Fonsémont, Gâtineau, la Grandinière, le Grand Tiret, la Merci Dieu, Montfou, Mousseaux, Neussouan, la Nouillère, les Varennes, Verlet et Voiret.

### Géologie et hydrographie

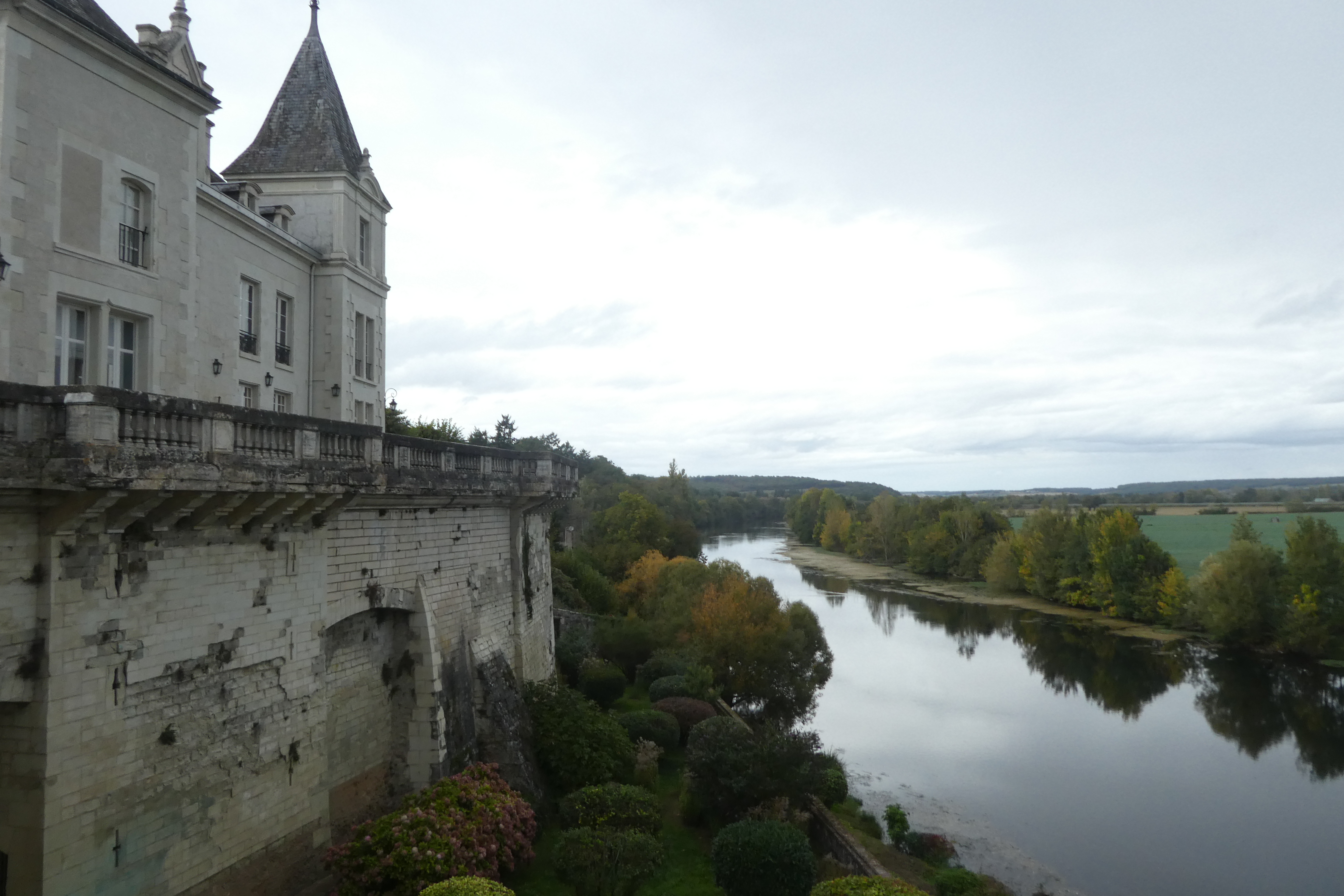
La Creuse.

Les rivières Creuse et Gartempe arrosent le territoire communal et y confluent.

### Voies de communication et transports
La commune est desservie par les routes départementales : 3, 5, 15, 16, 725 et 725B. L'échangeur autoroutier le plus proche est la sortie 26 (Châtellerault Nord) de l'autoroute A10, à 20 km.

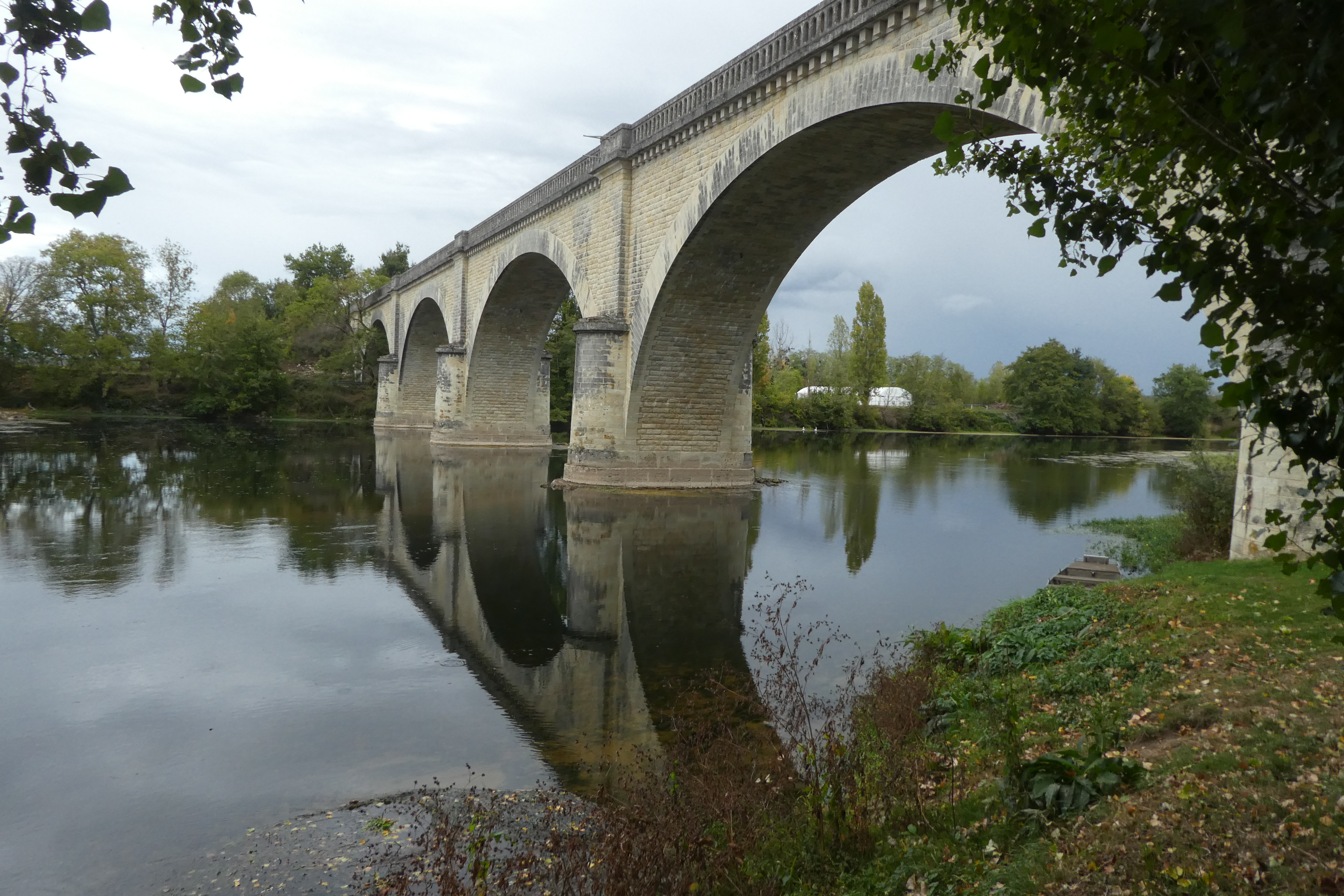
Pont de l'ancienne ligne de chemin de fer.

La ligne de chemin de fer de Châtellerault au Blanc, inaugurée en 1891, fut fermée aux voyageurs en juin 1939 et les rails déposés en 1972. La gare ferroviaire la plus proche est celle de Châtellerault, à 22 km.
La commune est desservie par la ligne 204 du réseau Lignes en Vienne, par la ligne H1 du réseau Touraine Fil Vert et par un transport collectif gratuit desservant différents lieux de la commune, avec une fréquence variable suivant les saisons.
L'aéroport le plus proche est l'aéroport de Poitiers-Biard, à 54 km.
Le territoire communal est traversé par : le sentier de grande randonnée 364, le sentier de grande randonnée 48, le sentier de randonnée : Vals et Collines de Gartempe, et par cinq sentiers de petites randonnées : Petite Ceinture (9 km), Les Bois de la Roche Sud (11 km), Les Bois de la Roche Nord (12 km), château d'Alogny-les-Froux (12 km) et ancienne abbaye de la Merçi-Dieu (12 km).

### Climat
Le climat qui caractérise la commune est qualifié, en 2010, de « climat océanique altéré », selon la typologie des climats de la France qui compte alors huit grands types de climats en métropole. En 2020, la commune ressort du même type de climat dans la classification établie par Météo-France, qui ne compte désormais, en première approche, que cinq grands types de climats en métropole. Il s’agit d’une zone de transition entre le climat océanique, le climat de montagne et le climat semi-continental. Les écarts de température entre hiver et été augmentent avec l'éloignement de la mer. La pluviométrie est plus faible qu'en bord de mer, sauf aux abords des reliefs.
Les paramètres climatiques qui ont permis d’établir la typologie de 2010 comportent six variables pour les températures et huit pour les précipitations, dont les valeurs correspondent à la normale 1971-2000. Les sept principales variables caractérisant la commune sont présentées dans l'encadré ci-après.
| Paramètres climatiques communaux sur la période 1971-2000 - Moyenne annuelle de température : 11,5 °C - Nombre de jours avec une température inférieure à −5 °C : 2,7 j - Nombre de jours avec une température supérieure à 30 °C : 6,7 j - Amplitude thermique annuelle : 15 °C - Cumuls annuels de précipitation : 708 mm - Nombre de jours de précipitation en janvier : 10,9 j - Nombre de jours de précipitation en juillet : 6,4 j |

Avec le changement climatique, ces variables ont évolué. Une étude réalisée en 2014 par la Direction générale de l'Énergie et du Climat complétée par des études régionales prévoit en effet que la  température moyenne devrait croître et la pluviométrie moyenne baisser, avec toutefois de fortes variations régionales. La station météorologique de Météo-France installée sur la commune et en service de 1965 à 1994 permet de connaître l'évolution des indicateurs météorologiques. Le tableau détaillé pour la période 1981-2010 est présenté ci-après.
| Mois                                  | jan.          | fév.           | mars          | avril         | mai           | juin          | jui.         | août          | sep.          | oct.          | nov.          | déc.           | année     |
| ------------------------------------- | ------------- | -------------- | ------------- | ------------- | ------------- | ------------- | ------------ | ------------- | ------------- | ------------- | ------------- | -------------- | --------- |
| Température minimale moyenne (°C)     | 1             | 0,6            | 3             | 4,6           | 8,3           | 11,2          | 13,2         | 12,8          | 10,4          | 7,2           | 3,4           | 2              | 6,5       |
| Température moyenne (°C)              | 4,2           | 4,7            | 8             | 10            | 14,1          | 17,2          | 19,9         | 19,4          | 16,5          | 12,1          | 7,4           | 5,2            | 11,6      |
| Température maximale moyenne (°C)     | 7,4           | 8,8            | 13,1          | 15,4          | 20            | 23,2          | 26,5         | 26            | 22,5          | 17            | 11,5          | 8,3            | 16,7      |
| Record de froid (°C) date du record   | −16 17.01.85  | −12,5 08.02.91 | −8,2 07.03.71 | −5,2 09.04.77 | −1,8 08.05.74 | 2,1 05.06.76  | 3,8 06.07.65 | 2 26.08.66    | 0,1 19.09.77  | −3 21.10.72   | −8 23.11.93   | −14,5 30.12.85 | −16 1985  |
| Record de chaleur (°C) date du record | 17,4 15.01.75 | 22,5 23.02.90  | 25,1 28.03.89 | 27,6 24.04.84 | 31,1 12.05.69 | 37,2 28.06.86 | 38 22.07.90  | 38,5 03.08.90 | 32,8 04.09.82 | 29,4 02.10.85 | 21,5 01.11.84 | 20 16.12.89    | 38,5 1990 |
| Précipitations (mm)                   | 63,3          | 54             | 51,5          | 59,2          | 65,3          | 52,3          | 51,8         | 50,3          | 51,7          | 73,4          | 72,6          | 74             | 719,4     |

## Urbanisme

### Typologie
Au 1er janvier 2024, La Roche-Posay est catégorisée commune rurale à habitat dispersé, selon la nouvelle grille communale de densité à sept niveaux définie par l'Insee en 2022.
Elle est située hors unité urbaine. Par ailleurs la commune fait partie de l'aire d'attraction de Châtellerault, dont elle est une commune de la couronne,. Cette aire, qui regroupe 44 communes, est catégorisée dans les aires de 50 000 à moins de 200 000 habitants,.

### Occupation des sols
L'occupation des sols de la commune, telle qu'elle ressort de la base de données européenne d’occupation biophysique des sols Corine Land Cover (CLC), est marquée par l'importance des territoires agricoles (60,7 % en 2018), en diminution par rapport à 1990 (63,6 %). La répartition détaillée en 2018 est la suivante : 
terres arables (35,4 %), forêts (30,5 %), prairies (18,9 %), zones agricoles hétérogènes (6,4 %), zones urbanisées (4 %), espaces verts artificialisés, non agricoles (2,4 %), milieux à végétation arbustive et/ou herbacée (1,2 %), eaux continentales (1,2 %). L'évolution de l’occupation des sols de la commune et de ses infrastructures peut être observée sur les différentes représentations cartographiques du territoire : la carte de Cassini (XVIIIe siècle), la carte d'état-major (1820-1866) et les cartes ou photos aériennes de l'IGN pour la période actuelle (1950 à aujourd'hui).

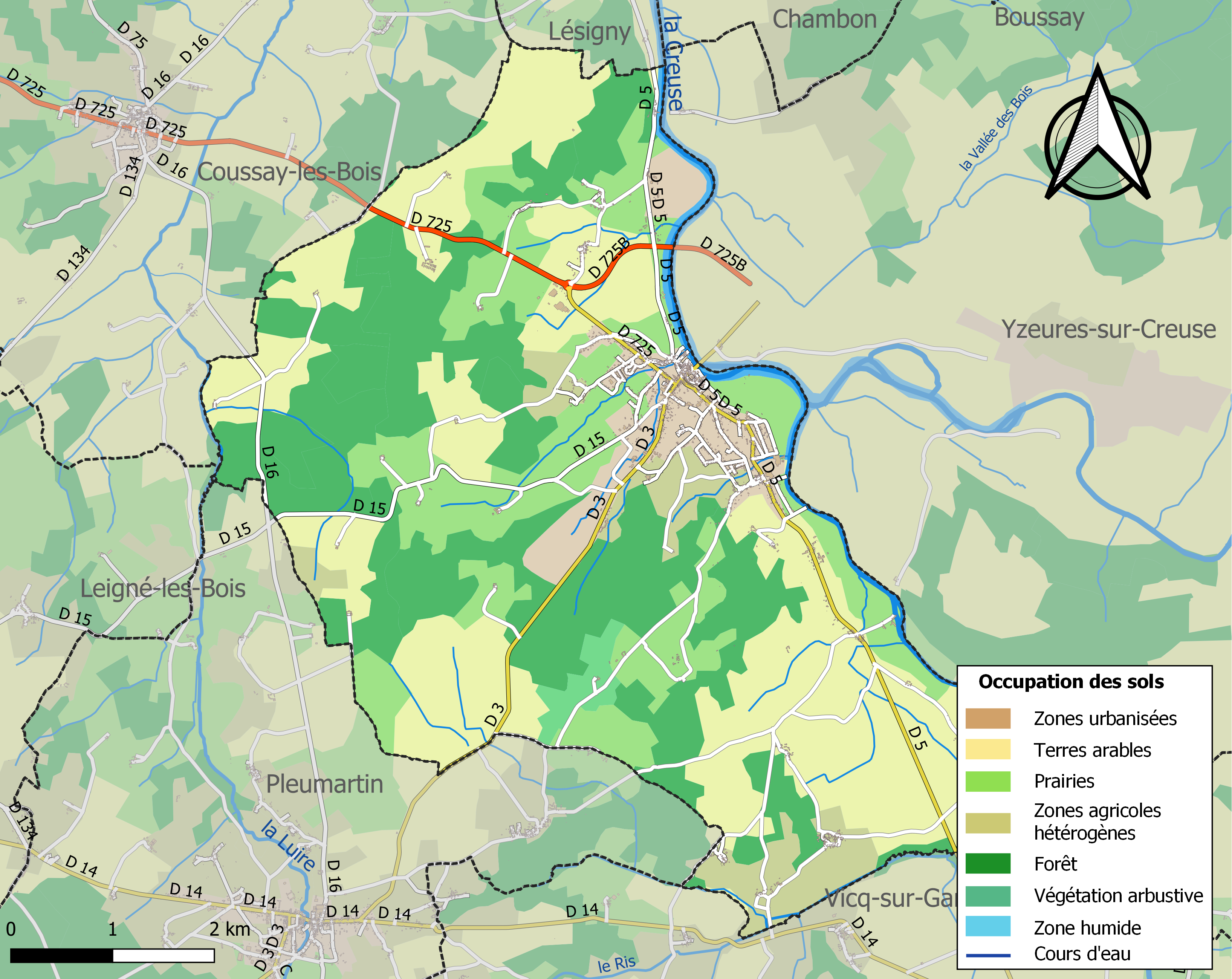
Carte des infrastructures et de l'occupation des sols de la commune en 2018 (CLC).

### Risques majeurs
Le territoire de la commune de La Roche-Posay est vulnérable à différents aléas naturels : météorologiques (tempête, orage, neige, grand froid, canicule ou sécheresse), inondations, feux de forêts, mouvements de terrains et séisme (sismicité faible). Il est également exposé à deux risques technologiques,  le transport de matières dangereuses et la rupture d'un barrage. Un site publié par le BRGM permet d'évaluer simplement et rapidement les risques d'un bien localisé soit par son adresse soit par le numéro de sa parcelle.

#### Risques naturels
Certaines parties du territoire communal sont susceptibles d’être affectées par le risque d’inondation par débordement de cours d'eau, notamment la Creuse, la Gartempe et la Luire. La commune a été reconnue en état de catastrophe naturelle au titre des dommages causés par les inondations et coulées de boue survenues en 1982, 1983, 1992, 1993, 1999, 2006 et 2010,.
La Roche-Posay est exposée au risque de feu de forêt. En 2014, le deuxième plan départemental de protection des forêts contre les incendies (PDPFCI) a été adopté pour la période 2015-2024. Les obligations légales de débroussaillement dans le département sont définies dans un arrêté préfectoral du 29 mai 2015,, celles relatives à l'emploi du feu et au brûlage des déchets verts le sont dans un arrêté permanent du 24 mai 2015,.

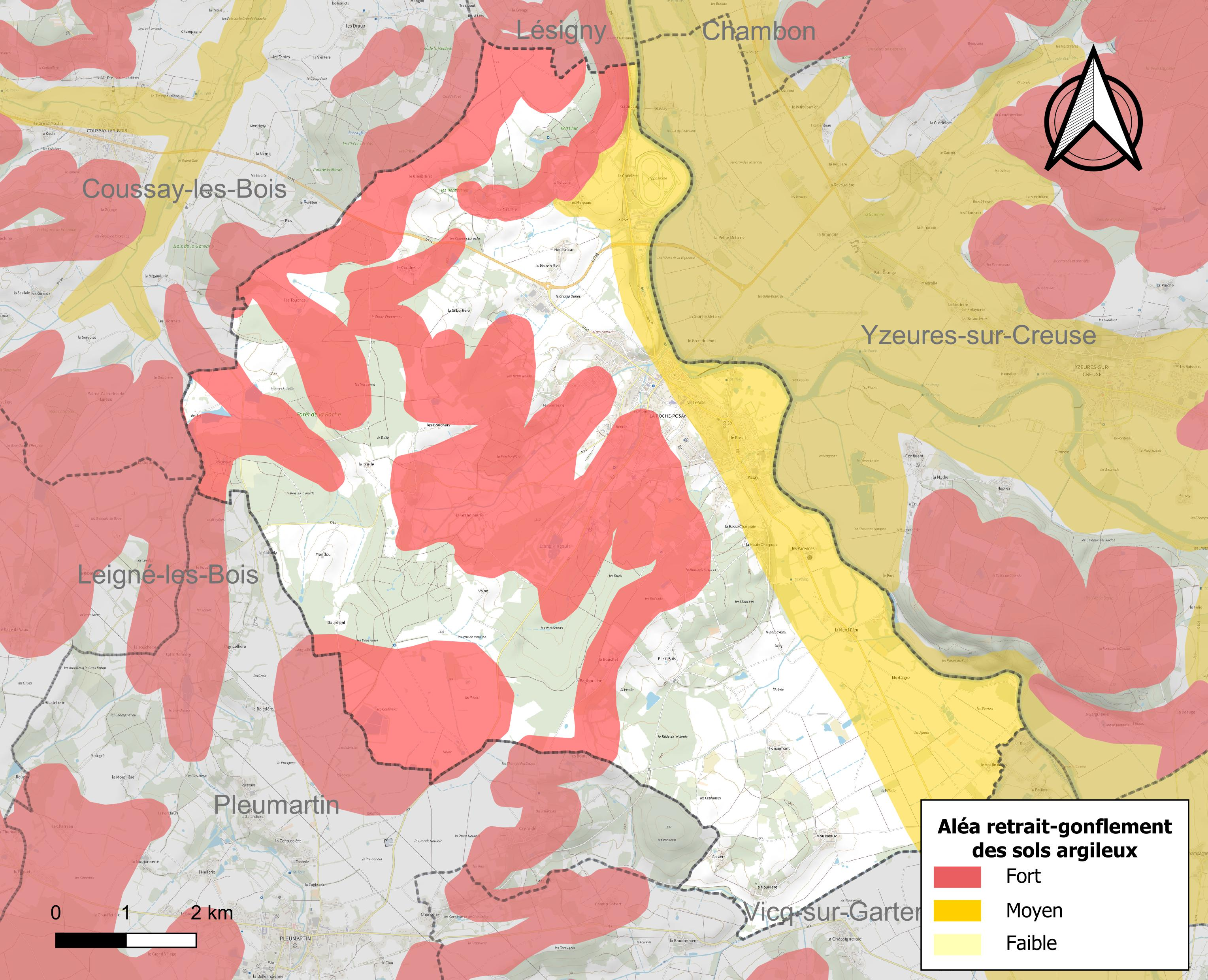
Carte des zones d'aléa retrait-gonflement des sols argileux de La Roche-Posay.

Les mouvements de terrains susceptibles de se produire sur la commune sont des affaissements et effondrements liés aux cavités souterraines (hors mines) et des tassements différentiels. Afin de mieux appréhender le risque d’affaissement de terrain, un inventaire national permet de localiser les éventuelles cavités souterraines sur la commune. Le retrait-gonflement des sols argileux est susceptible d'engendrer des dommages importants aux bâtiments en cas d’alternance de périodes de sécheresse et de pluie. 55,1 % de la superficie communale est en aléa moyen ou fort (79,5 % au niveau départemental et 48,5 % au niveau national). Depuis le 1er octobre 2020, en application de la loi ÉLAN, différentes contraintes s'imposent aux vendeurs, maîtres d'ouvrages ou constructeurs de biens situés dans une zone classée en aléa moyen ou fort,.
La commune a été reconnue en état de catastrophe naturelle au titre des dommages causés par la sécheresse en 1989, 1991, 1992, 1996, 2003, 2005, 2011, 2016 et 2017 et par des mouvements de terrain en 1999 et 2010.

#### Risque technologique
La commune est en outre située en aval du barrage d'Éguzon, un ouvrage de classe A situé dans le département de l’Indre et présentant une hauteur d’eau maximale de 56,7 m et une capacité totale de retenue de 57,8 millions de m3. Le PPI a été approuvé le 3 décembre 2008. À ce titre elle est susceptible d’être touchée par l’onde de submersion consécutive à la rupture de cet ouvrage.

## Toponymie
Ses habitants sont appelés les Rochelais.

## Histoire
Déjà à l'époque gallo-romaine, La Roche-Posay était une station thermale[réf. nécessaire]

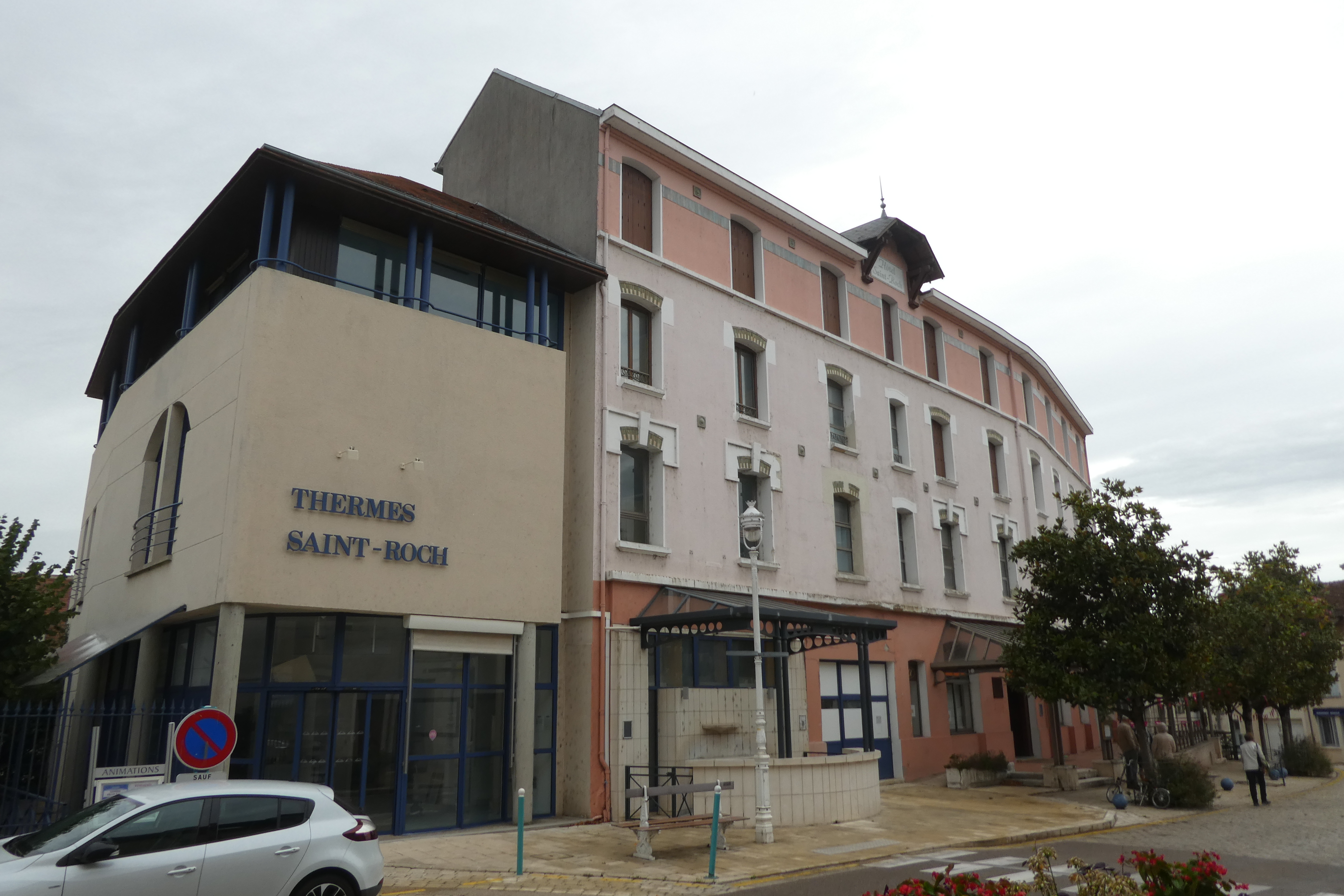
Anciens thermes Saint-Roch.

La seigneurie appartenait à la maison de Preuilly et passa par mariage, vers 1410, à Geoffroy Chasteigner, devenu baron de Preuilly et de la Roche-Posay. Cette branche donna plusieurs chambellans, conseillers ou ambassadeurs des rois François Ier à Henri IV, et un évêque de Poitiers (1611). Elle s'éteignit avec Charles (de) Chasteigner, député de la noblesse du Poitou aux États généraux de Tours en 1651, titré marquis de la Roche-Pozay, mort en 1667, dont la fille épousa en 1662 le marquis de Pleumartin. Le blason de la maison de Chasteigner est devenu celui de la commune.

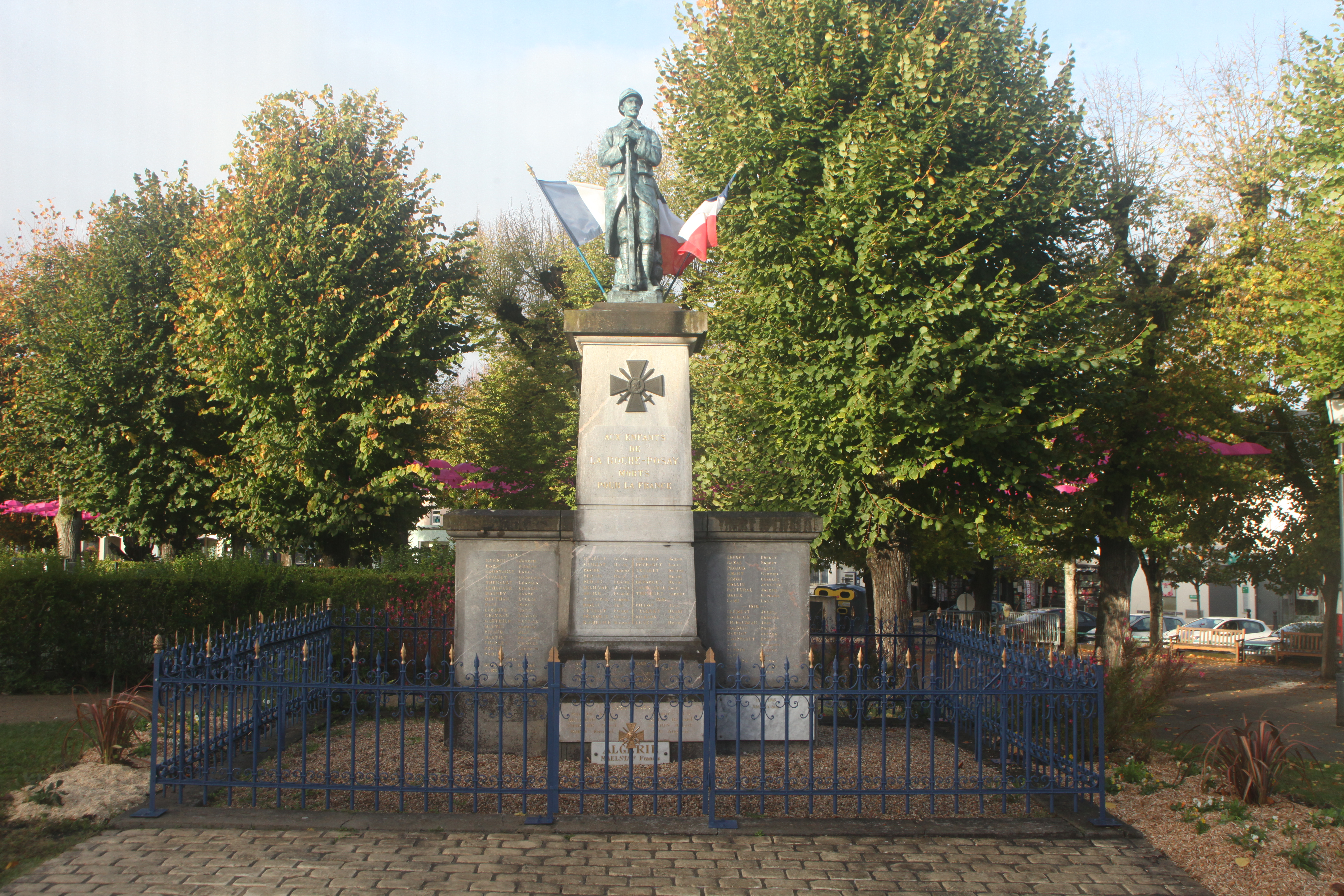
Monument aux morts.

Le 23 mai 1806, La Roche-Posay absorbe la commune de Posay-le-Vieil par décret.
Pendant la Seconde Guerre mondiale, le 4e régiment de zouaves fait sauter les entrées du  pont en béton armé, conçu par Albert Caquot et construit en 1937. C'est un pont en arc à deux articulations avec tablier au-dessus de l'arc, d'une portée principale de 59 m. Ce pont aura aussi servi à évacuer l’or entreposé dans la Banque de France de Poitiers,. Quelques jours plus tard, la ligne de démarcation traversait la commune, et était située en haut de la côte sur la route de Châtellerault. Le chef-lieu se trouvait donc en zone occupée. Un point de passage de la ligne de démarcation se trouvait sur la commune.
Robert Périvier, chef de district de la Régie d'Électricité de la Vienne, titulaire d'un laissez-passer, a ainsi pu faire passer de nombreux résistants en zone libre[réf. nécessaire]. D'autres habitants de la Roche Posay ont aussi fait passer clandestinement la ligne de démarcation : Eugène Guillemain, employé à la centrale hydroélectrique du Moulin de Gatineau, et sa femme Adrienne Malbran, aidés par Gustave Saulnier, de 1940 à 1942 ; Marie-Louise Malbran et sa fille de 10 ans Marie-Thérèse faisaient passer du courrier en zone libre (J. Farisy, La ligne de démarcation dans la Vienne).
L’abbé Charles-Amarin Brand, futur archevêque de Strasbourg, sauva, du 27 août 1944 au 29 août 1944, trente notables de La Roche-Posay de la colonne allemande Elster qui ouvrait la route à une grosse unité du Reich. Le commandant exigea de l'abbé Brand, alors jeune aumônier et qui était germanophone, qu'il négocie avec les FFI la non-destruction du pont de Preuilly et la cessation des attaques des résistants contre sa colonne. Ce qu'il fit. En 1994 fut inauguré le square Abbé-Brand.

## Politique et administration

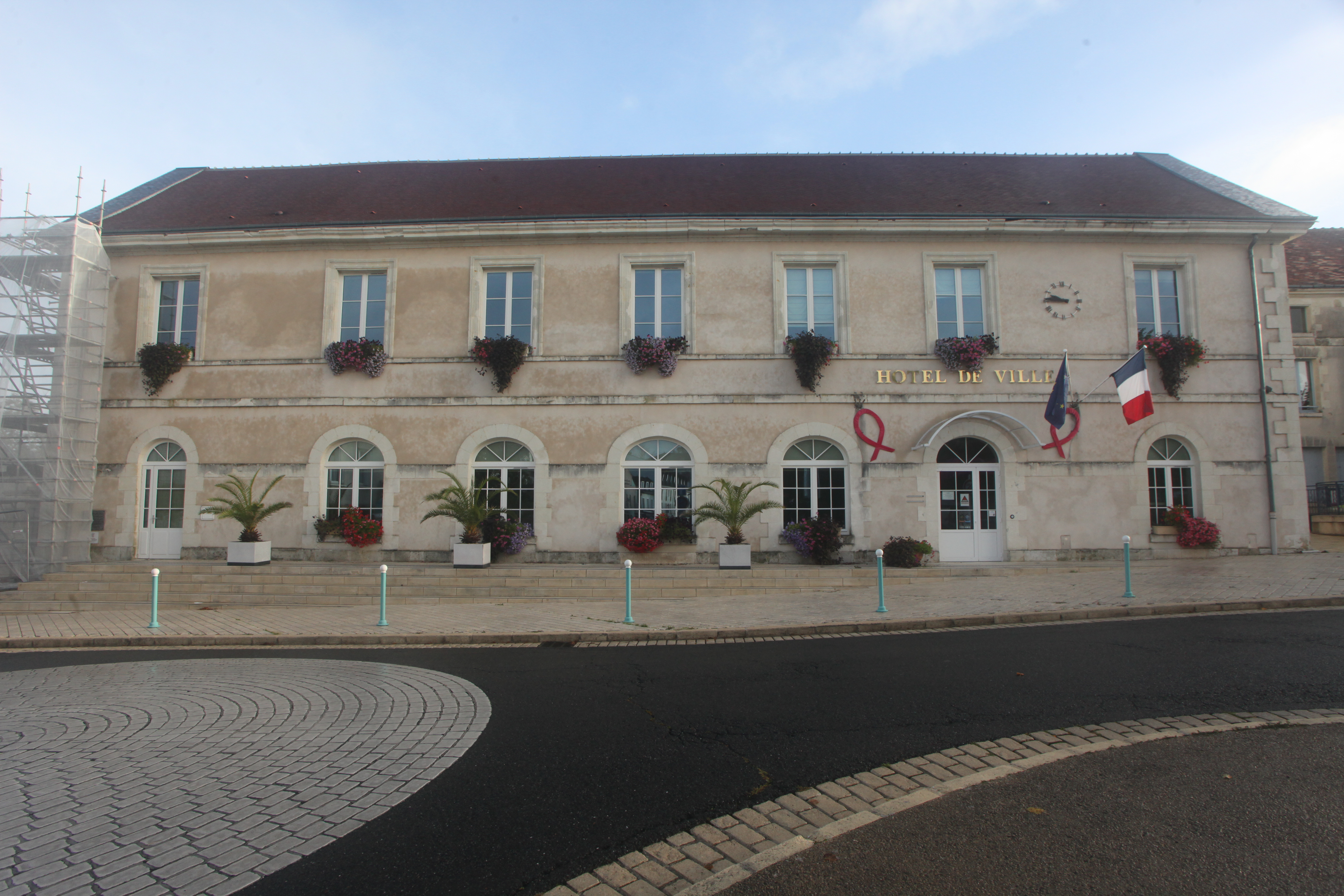
Hôtel de ville.

La commune dépend de l'arrondissement de Châtellerault, du canton de Châtellerault-3, de la quatrième circonscription de la Vienne et de la communauté de communes des Vals de Gartempe et Creuse.
Elle dispose d'un bureau de poste et d'un centre de secours.
| Période                                  | Période      | Identité         | Étiquette | Qualité                                                                                                |
| ---------------------------------------- | ------------ | ---------------- | --------- | --- |
|                                          |              | François Roux    |           | maire en 1921                                                                                          |
| mai 1945                                 | octobre 1947 | Gaston Chenu     | ?         | ? |
| octobre 1947                             | mars 1959    | Robert Nonet     | ?         | ? |
| mars 1959                                | mars 1965    | Léon Huet        | ?         | ? |
| mars 1965                                | 1968         | Guy Séguret      | ?         | ? |
| 1968                                     | mars 1971    | André Métivier   | ?         | ? |
| mars 1971                                | mars 1977    | Henri Graffeuil  | ?         | ? |
| mars 1977                                | 1979         | Jean Monmousseau | ?         | ? |
| 1979                                     | mars 1983    | Louis Caillaud   | ?         | ? |
| mars 1983                                | octobre 2011 | René Barré,      | SE        | ? |
| octobre 2011                             | mai 2020     | Pascale Moreau,  | DVD       | Vice-présidente du Conseil Départemental de la Vienne                                                  |
| mai 2020                                 | février 2025 | Yannick Tartarin | SE        | Mandat écourté par la démission d'une partie du conseil municipal                                      |
| février 2025                             | En cours     | Pascale Moreau   | DVD       | Conseillère départementale du canton de Châtellerault-3 (2015 →) Maire de La Roche-Posay (2011 → 2020) |
| Les données manquantes sont à compléter. |              |                  |           | |

## Démographie
L'évolution du nombre d'habitants est connue à travers les recensements de la population effectués dans la commune depuis 1793. Pour les communes de moins de 10 000 habitants, une enquête de recensement portant sur toute la population est réalisée tous les cinq ans, les populations de référence des années intermédiaires étant quant à elles estimées par interpolation ou extrapolation. Pour la commune, le premier recensement exhaustif entrant dans le cadre du nouveau dispositif a été réalisé en 2006.

En 2022, la commune comptait 1 571 habitants, en évolution de +0,96 % par rapport à 2016 (Vienne : +0,6 %, France hors Mayotte : +2,11 %).
| 1793 | 1800 | 1806 | 1821  | 1831  | 1836  | 1841  | 1846  | 1851  |
| ---- | ---- | ---- | ----- | ----- | ----- | ----- | ----- | ----- |
| 339  | 378  | 425  | 1 268 | 1 354 | 1 401 | 1 272 | 1 370 | 1 496 |

| 1856  | 1861  | 1866  | 1872  | 1876  | 1881  | 1886  | 1891  | 1896  |
| ----- | ----- | ----- | ----- | ----- | ----- | ----- | ----- | ----- |
| 1 548 | 1 504 | 1 418 | 1 460 | 1 466 | 1 421 | 1 391 | 1 339 | 1 352 |

| 1901  | 1906  | 1911  | 1921  | 1926  | 1931  | 1936  | 1946  | 1954  |
| ----- | ----- | ----- | ----- | ----- | ----- | ----- | ----- | ----- |
| 1 274 | 1 368 | 1 327 | 1 334 | 1 377 | 1 402 | 1 484 | 1 513 | 1 434 |

| 1962  | 1968  | 1975  | 1982  | 1990  | 1999  | 2006  | 2011  | 2016  |
| ----- | ----- | ----- | ----- | ----- | ----- | ----- | ----- | ----- |
| 1 365 | 1 323 | 1 400 | 1 404 | 1 444 | 1 445 | 1 522 | 1 562 | 1 556 |

| 2021  | 2022  | - | - | - | - | - | - | - |
| ----- | ----- | - | - | - | - | - | - | - |
| 1 570 | 1 571 | - | - | - | - | - | - | - |

## Économie
L'agriculture est l'une des économies de la commune, même si les surfaces agricoles utilisées ont diminué et sont passées de 1 328 hectares en 2000 à 1 289 hectares en 2010. 37 % sont destinées à la culture des céréales, 12 % pour les oléagineux, 20 % pour le fourrage et 19 % reste en herbes. En 2000, 3 hectares étaient consacrés à la vigne. Il ne reste plus que dix-sept exploitations agricoles en 2010 contre trente-deux en 2000. Six exploitations en 2010 (contre onze en 2000) abritent un élevage de bovins (416 têtes en 2010 contre 507 en 2000). Cinq exploitations en 2010 (contre dix en 2000) abritent un élevage d'ovins (1 432 têtes en 2010 contre 1 322 têtes en 2000).

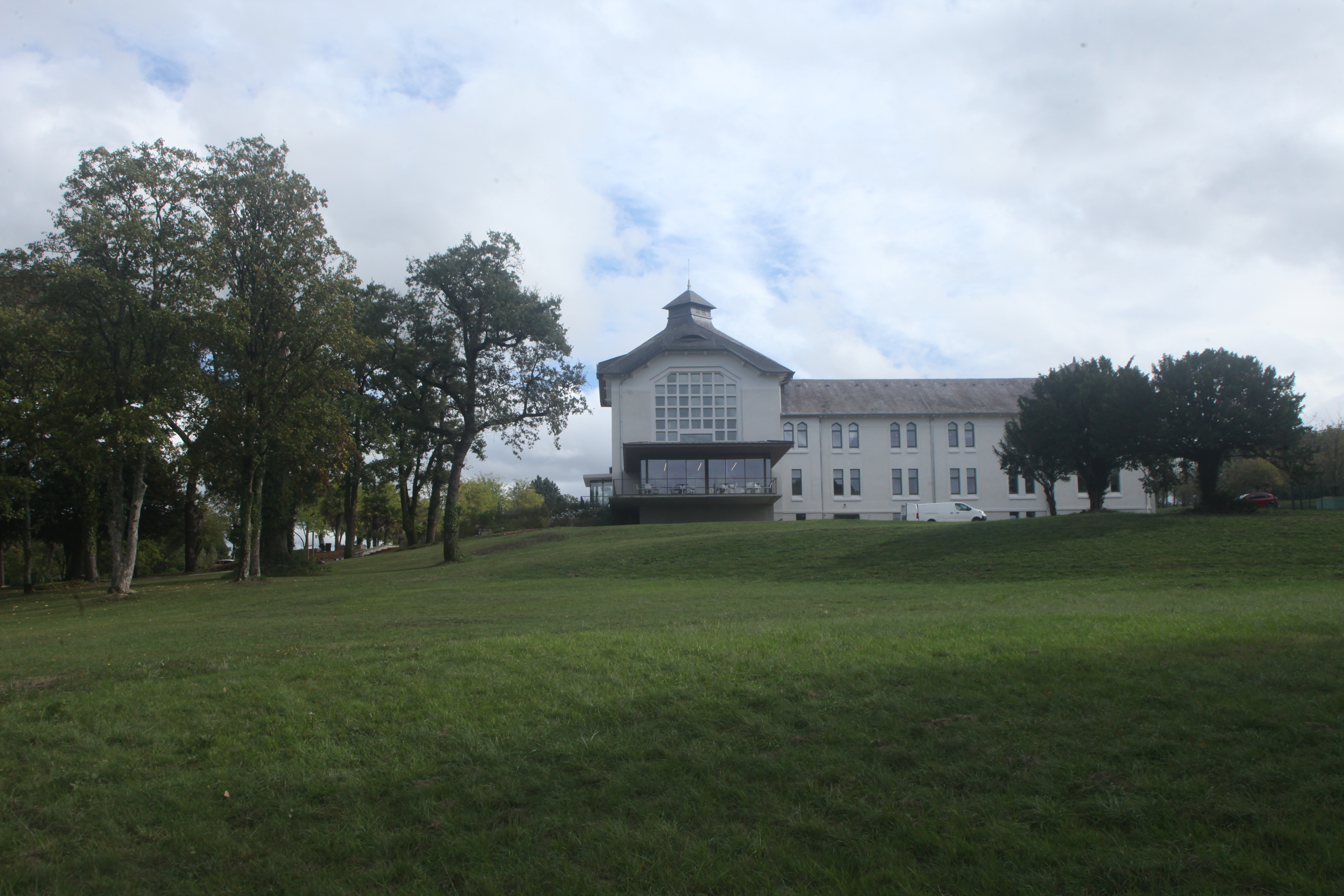
Thermes du Connétable.

La Roche-Posay est aussi une station thermale de renommée internationale où l'on soigne les affections de la peau. C'est l'une des capitales européennes de la dermatologie thermale, les vertus de ses eaux apaisantes et cicatrisantes sont connues depuis le XVIe siècle, certaines sources parlent même d'une découverte par les Romains. La réputation de ses soins a permis la création d’une marque de produits cosmétiques : La Roche-Posay (groupe L'Oréal). À La Roche-Posay, on soigne le psoriasis, l'eczéma, l'acné, séquelles cicatricielles ou cutanées des suites de traitement contre le cancer et autres affections de la peau, surtout depuis le XIXe siècle, époque où le thermalisme s'est beaucoup développé.

## Tourisme

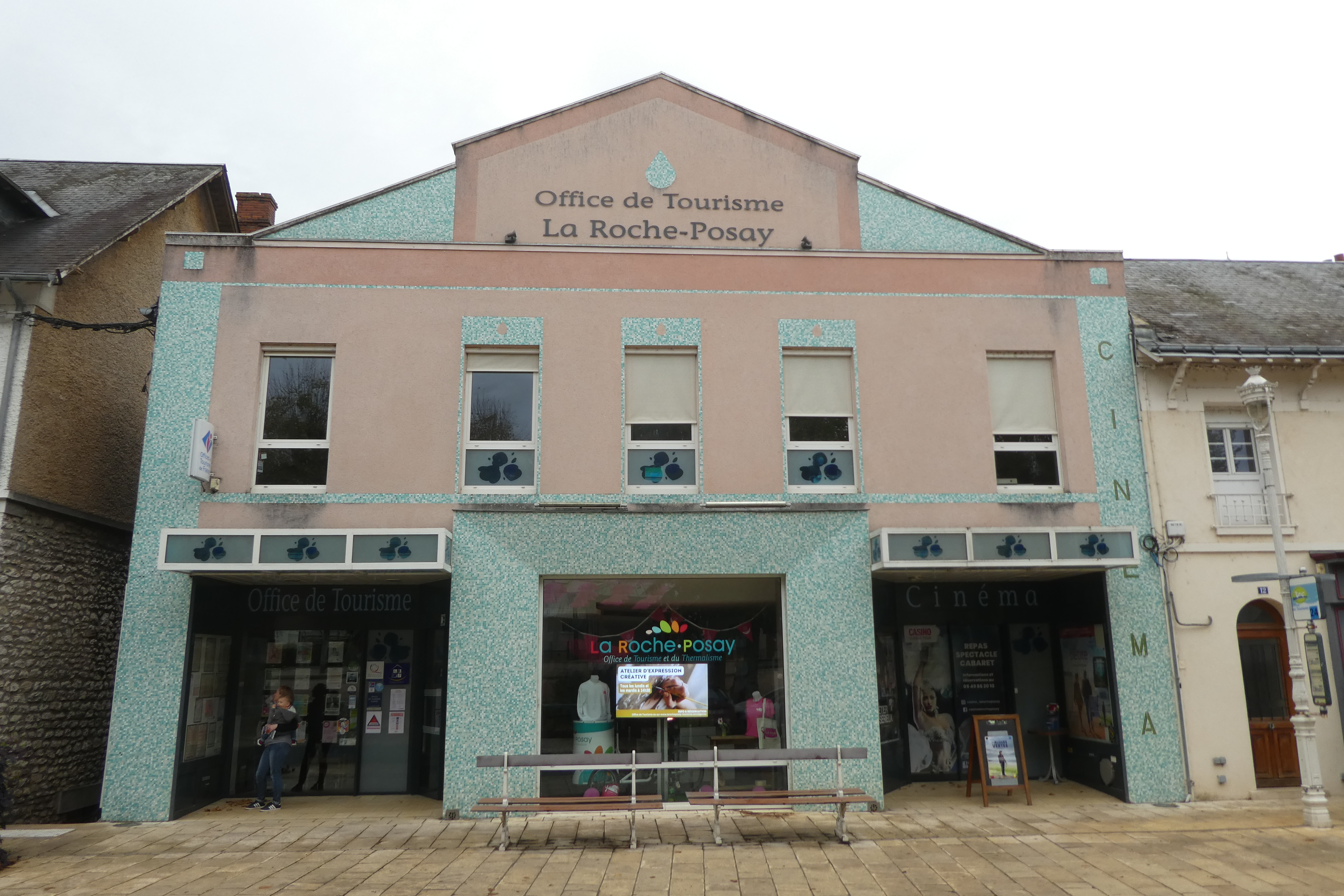
Office du tourisme.

Le thermalisme et le tourisme occupent une part importante de l'économie de La Roche-Posay. Le centre thermal de La Roche-Posay (regroupant les thermes du Connétable et les thermes Saint-Roch) accueille de nombreux curistes souffrant de problèmes de peau tout au long de l'année, pour un total annuel de 500 000 nuitées. La Roche-Posay est aussi une destination touristique, la ville ayant développé des infrastructures dédiées au loisir (golf, casino, hippodrome, tennis, jeux pour enfants, bibliothèque pour les curistes...). La ville possède une capacité d'accueil en hébergement variée comprenant meublés, hôtels, résidences de tourisme, camping, chambre d'hôtes et gîtes.

## Population et société

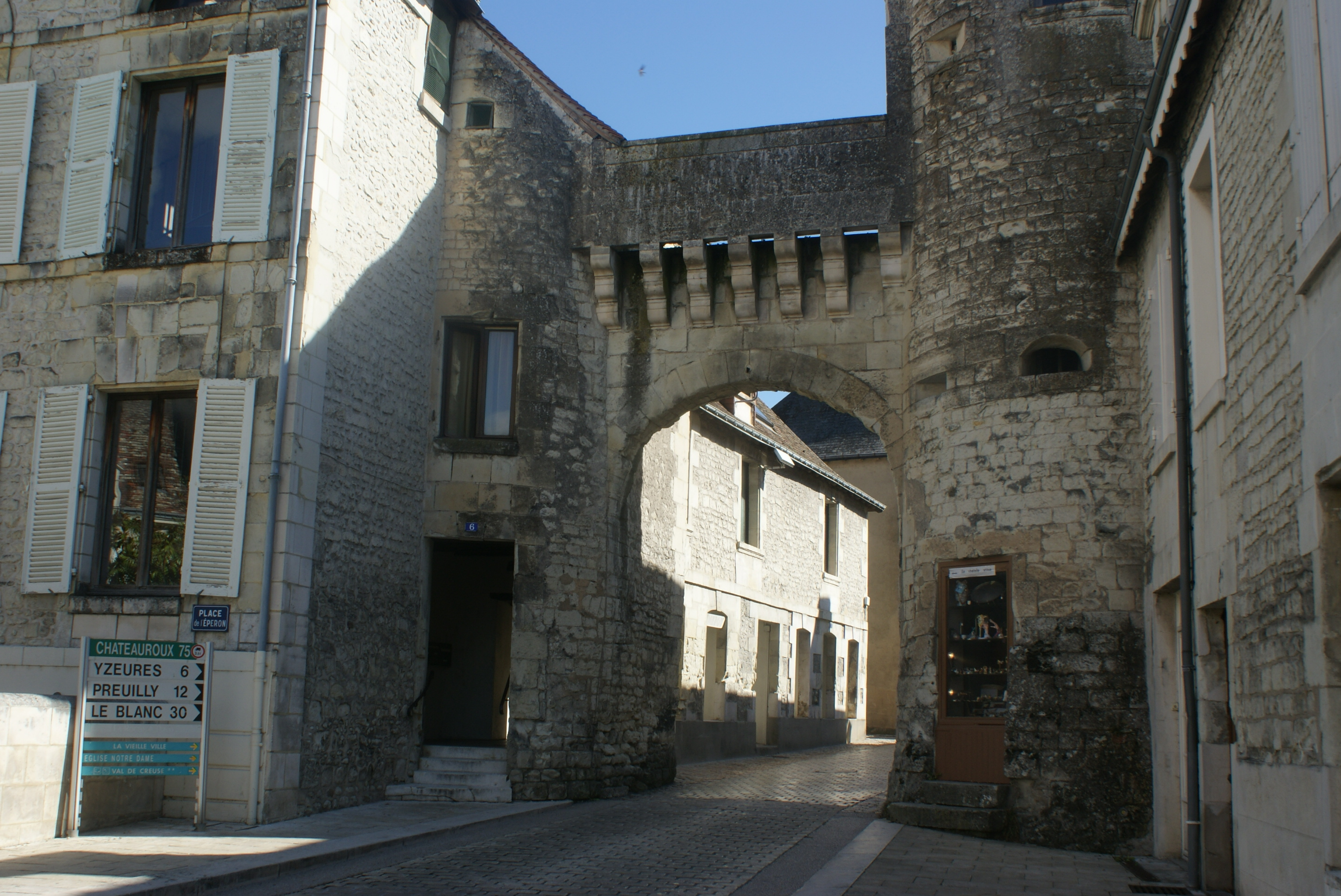
La porte de ville (Bourbon), en 2011.

La commune possède comme lieux d'enseignements : une école primaire publique (Claire-Fontaine) et un collège public (Léon-Huet).
Au niveau sportif, elle dispose d'une baignade surveillée, d'un terrain de pétanque, d'un parcours de golf 18 trous et son practice, d'un stand de tir, d'un complexe de tennis composé de deux courts couverts et quatre courts extérieurs et d'un terrain de beach-volley. Près du collège, on trouve un gymnase et un plateau sportif servant pour l'EPS. Le stade du Breuil est utilisé pour la pratique du football. La maison de la culture et des loisirs, propose diverses cours (gym, danse, arts martiaux...), mais également du modélisme automobile, l'établissement privé le « Spa Source » propose une piscine couverte et des espaces consacrés au bien-être. Il existe également un hippodrome de 1re catégorie appelé la Gâtinière, qui accueille trois pistes (une trot, une plat et une obstacles) et une tribune de 2 000 places. Sur l'année, il propose sept journées dont 3 trois PMU.

## Culture locale et patrimoine
- Château de La Merci-Dieu.
- Château de Valcreuse (XIXe siècle).

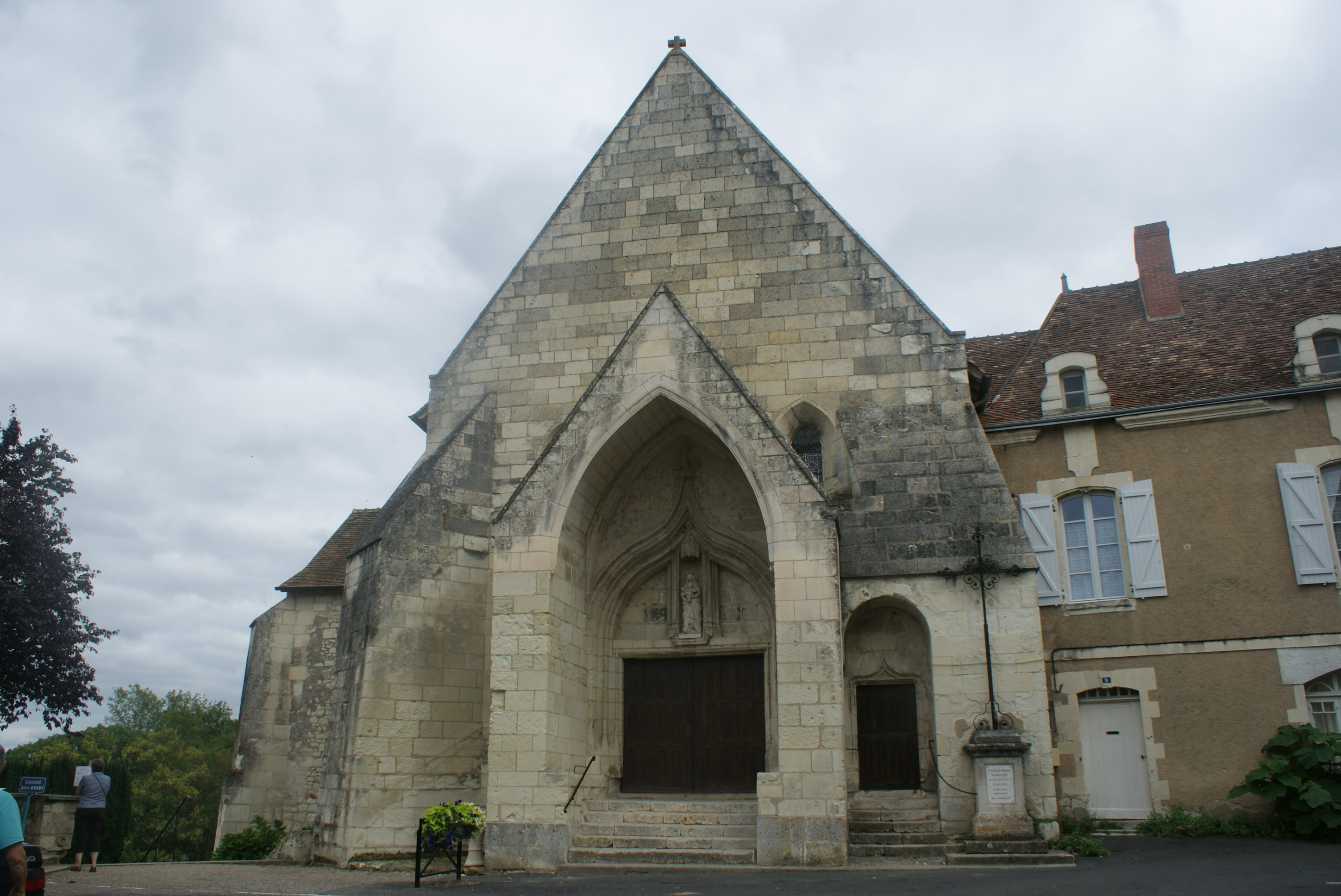
L'église Notre-Dame, en 2011.

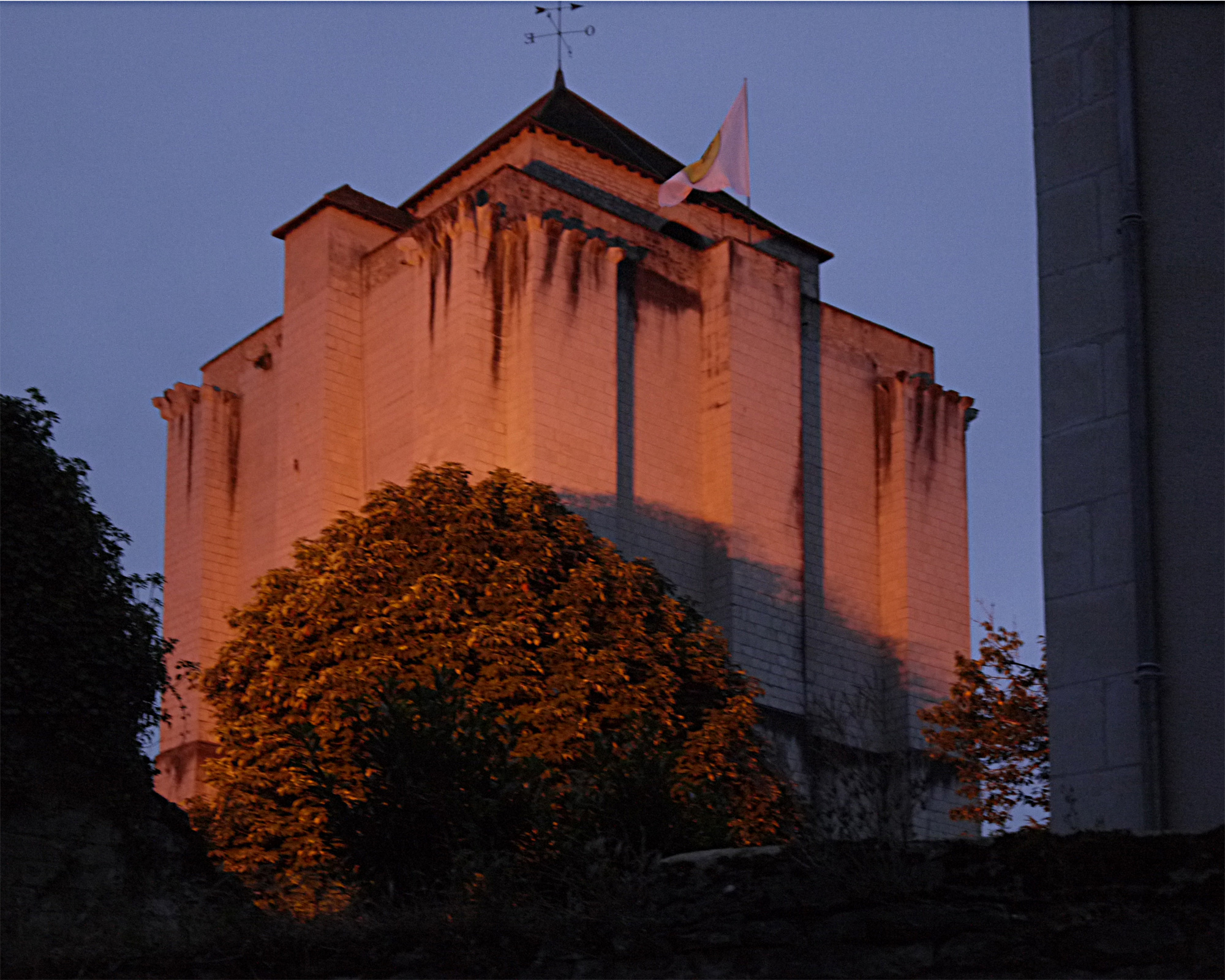
Le donjon en 2014.

- Château de Posay : datant de 1810, il change de propriétaire dans les années 1920 dans le but d'en faire un établissement thermal de luxe. Cette idée est finalement abandonnée pour laisser la place au Casino de La Roche Posay, site qu'il occupe toujours aujourd'hui.
- Donjon de La Roche-Posay (XIe siècle) : il a été classé comme monument historique en 1942 et il est le seul vestige de l'ancien château. Ouvert à l'occasion de rares manifestations, il est habituellement fermé au public.
- Église Notre-Dame : datant du XIIe siècle, elle fut fortifiée au XVe siècle et est classée comme monument historique depuis 1907[59]. L'église abrite dans le transept, deux bas-reliefs qui datent de 1685. Ils proviennent de l'abbaye de la Merci-Dieu. Celui de gauche représente la Nativité et celui de droite le martyre de saint Laurent. Le bras du transept nord accueille la pierre tombale de Henri-Louis Chasteigner, évêque de Poitiers au XVIIe siècle.
- Monument aux morts.
- Matériel néolithique et magdalénien.
- Porte de ville (Bourbon) (XVe siècle) : elle est inscrite comme monument historique depuis 1927.
- Restes de fortifications (XVe siècle) : elles sont inscrites comme monument historique depuis 1937.
- Maison à colombages du Moyen Âge (XVe siècle).
- Ruines de l'abbaye cistercienne de La Merci-Dieu (XIIe et XVIIIe siècles) : l'abbaye a été fondée par le baron de Preuilly en 1151.
- Abbaye de la Merci-Dieu.

La construction d'un monument aux morts est décidée dès la fin de la Première Guerre mondiale. Elle est financée par deux souscriptions publiques pour 55 318,35 francs, une subvention de l'État de 1059 francs et un emprunt. La statue est d'Étienne Camus et coulée pour l'inauguration qui a lieu en 1922. Elle est refaite d'après un moulage de l'original en 2023

### Personnalités liées à la commune
- Henri-Louis Chasteigner (1577-1651), évêque de Poitiers.
- Robert Arambourou (1914-1989), professeur d’histoire-géographie, archéologue et préhistorien.

### Héraldique, logotype et devise
| Blason de La Roche-Posay | Blason  | D’or au lion passant de sinople, armé et lampassé de gueule.                                                                     |
| Blason de La Roche-Posay | Détails | Une formulation moins orthodoxe : « au lion posé » en font des armes parlantes. Le statut officiel du blason reste à déterminer. |

|  | Logotype de la commune de La Roche-Posay : |